# Segundo Matamba
 Segundo Matamba (*19 de mayo de 1976) es un exfutbolista ecuatoriano, juega de defensa.

## Biografía
Este defensor comenzó su trayectoria futbolística en el Barcelona Sporting Club donde jugó desde el 1992 - 1994 y luego en 1999 - 2000. En 1995, brindó sus servicios a Sociedad Deportiva Aucas. En 1996-1997 y luego del 2002-2005, jugó en Club Deportivo Cuenca, club que le dio renombre. En 1998, llegó a Delfín SC. En el 2001, jugó el torneo de la Serie B del Fútbol Ecuatoriano en el club Santa Rita de Vinces, provincia de Los Ríos. Entre el 2002 y el 2004, estuvo en el club Bolívar de Bolivia. En 2005, llegó a Club Social y Deportivo Macará. En las temporadas 2006-2007, estuvo en Sociedad Deportivo Quito. Desde el 2008, defiende al Barcelona Sporting Club, el club de sus amores, donde fue uno de los pilares de la línea de zagueros. 
En 2010, el estratega argentino Juan Manuel Llop no lo tiene en sus planes para el equipo 2010, marginándolo por completo y haciendo que el jugador busque otros equipos en los que pueda estar en actividad. En febrero de 2010 fue fichado por Atlético Audaz

## Curiosidades
En el Preolímpico de Mar del Plata de 1996, despertó el interés de varios clubes chilenos que deseaban contratarlo. Sin embargo, toda negociación fracasó debido a que se casó con solo 14 años de edad y al momento de jugar el torneo, ya era padre de cuatro hijos.

## Clubes
| Club             | País    | Año         |
| ---------------- | ------- | ----------- |
| Barcelona SC     | Ecuador | 1992 - 1994 |
| Aucas            | Ecuador | 1995        |
| Deportivo Cuenca | Ecuador | 1996        |
| Brasilia         | Ecuador | 1997        |
| Delfín SC        | Ecuador | 1998        |
| Barcelona SC     | Ecuador | 1999-2000   |
| Santa Rita       | Ecuador | 2001        |
| Bolívar          | Bolivia | 2002-2004   |
| Macará           | Ecuador | 2005        |
| Deportivo Quito  | Ecuador | 2006-2007   |
| Barcelona SC     | Ecuador | 2008-2009   |
| Atlético Audaz   | Ecuador | 2010        |

## Palmarés

### Campeonatos nacionales
| Título             | Club             | País    | Año  |
| ------------------ | ---------------- | ------- | ---- |
| Serie A de Ecuador | Deportivo Cuenca | Ecuador | 2004 |

WP:ME/SC y WP:REF